# Deception (serie de televisión)
Deception es una serie de televisión de policía procesal dramático que se estrenó el 11 de marzo de 2018 en ABC.
El 11 de mayo de 2018, ABC canceló la serie después de una temporada.

## Sinopsis
Después de que su carrera como mago se ve perjudicada por el escándalo de haber matado a una chica, el ilusionista Cameron Black se convierte en el primer "ilusionista consultor" del mundo, ya que trabaja con el FBI para resolver crímenes extraños.

## Elenco y personajes
- Jack Cutmore-Scott como Cameron Black, un ilusionista que trabaja con el FBI para resolver los crímenes.[5] Cutmore-Scott también interpreta al hermano gemelo de Cameron, Jonathan Black.[6]
- Ilfenesh Hadera como Kay Daniels, una toma de carga, agente especial del FBI y trabajador que se une con Black.[7]
- Lenora Crichlow como Dina Clark, una productora/maquilladora de Black.[8]
- Justin Chon como Jordan Kwon[9]
- Laila Robins como la agente especial Deakins
- Amaury Nolasco como Mike Álvarez, un clásico agente del FBI que en secreto un gran fan de la magia.
- Vinnie Jones como Gunter Gastafsen, aclamado como el "constructor de ilusión más grande del mundo."[10]

### Recurrentes
- Stephanie Corneliussen como una misteriosa mujer del pasado de Cameron conocida como "La Hechicera con Ojos Mágicos".[11]

### Invitados
- Brett Dalton como Isaac Walker, un agente de la CIA que tiene un pasado romántico con Kay.[12]

## Producción

### Desarrollo
Deception recibió la producción de un piloto por parte de ABC el 14 de septiembre de 2016, con el proyecto desarrollado por Chris Fedak y David Kwong. El piloto se ordenó el 19 de enero de 2017, seguido por una orden como serie unos meses más tarde el 12 de mayo.

### Casting
El 10 de febrero de 2017, Jack Cutmore-Scott fue elegido para interpretar el papel principal de Cameron Black, seguido pocos días después por Ilfenesh Hadera como Kay Daniels, Lenora Crichlow como Dina Clark, y Amaury Nolasco como Mike Álvarez. El mes siguiente, Justin Chon se unió al elenco como Jordan Kwon, mientras que Vinnie Jones fue elegido como Gunter Gastafsen. En mayo de 2017, se reveló que Laila Robins había sido elegida como la agente especial Deakins.

### Rodaje
La producción en el piloto comenzó en marzo de 2017, en la ciudad de Nueva York New York City. La filmación por el resto de la temporada comenzó en septiembre de 2017, y finalizó en febrero de 2018.

## Lanzamiento

### Marketing
El piloto se proyectó el 19 de julio de 2017 en San Diego Comic-Con International. El 8 de octubre de 2017, los miembros del elenco y los productores ejecutivos asistieron a New York Comic Con para promocionar la serie y proyectar el piloto.